# Pony (band)
Pony was een Duitse kinderband, die werd opgericht door de producenten Kurt Feltz en Heinz Gietz rond sopraanzanger Achim Rodewald.

## Leden
- Achim Rodewald (geb. 3 juli 1965 in Bensberg) als Manuel
- Silke Back (geb. 1966)
- Anke Engelke (geb. 21 december 1965 in Montreal), vanaf oktober 1979
- Beate Humpert (geb. 1965), tot oktober 1979
- Eva Albach (geb. 1963)
- Christopher Shepherd
- Achim Back

## Carrière
Rodewald was in het midden van de jaren 1970 lid van het kinderkoor Die Sonntagskinder. Onder leiding van Rudolf Becker ontstonden meerdere lp's en het koor werd regelmatig door het ZDF uitgenodigd in tv-shows. Dankzij zijn heldere sopraanstem aanvaardde Rodewald na een korte periode soloparts binnen het koor. Bij de tv-optredens ontdekte het producententeam Feltz/Gietz de jongeman. Ze inviteerden hem in 1978 om samen met Caterina Valente de song Manuel op te nemen. Het nummer ontwikkelde zich tot een onverwacht succes voor Valente. Na 14 jaar bereikte ze weer de Duitse singlehitlijst. Er volgden optredens in de ZDF-Hitparade en in Musik ist Trumpf. Bij de uitreiking van de Goldene Ehrenlöwen van RTL trad ze in 1978 samen op met Rodewald voor meer dan 20.000 toeschouwers in de Dortmundse Westfalenhalle.
Feltz en Gietz, die de populariteit van de jongen hadden erkend, richtten samen met producent Botho Lucas rondom Rodewald het kinderkoor Pony op. Gezamenlijk ontstond onder de naam Manuel & Pony Das Lied von Manuel. In het lied thematiseren de kinderen het lot van een Spaanse immigrantenjongen, die aanvankelijk bij de buurkinderen op afwijzing stoot. Pas als hij voor de behandeling van een ziek kind een benefietconcert geeft, wordt hij geaccepteerd. De opname ontwikkelde zich tot een van de populairste singles van 1979. Het nummer bezette de vijfde plaats van de Duitse hitlijst en bleef in totaal 13 weken in de top 10. In november 1979 scoorde het nummer de 1e plaats in de ZDF-Hitparade.
Na dit succes contracteerde muziekproducent Ralph Siegel Rodewald en produceerde met hem tot aan zijn stembreuk twee lp's. De vier overgebleven bandleden traden met de nieuwe zanger Christopher Shepherd een tijdlang op onder de naam Chris & Pony. Op het in 1980 verschenen Pony-album Das Lied von Manuel zijn naast de door Manuel gezongen titelsong vijf nummers met Chris en vijf verdere zonder mannelijke ondersteuning te beluisteren. Later richtten Anke Engelke en Eva Albach met twee andere jonge vrouwen de door Botho Lucas gemanagde swinggroep Euro Cats op.

## Discografie
Album
- 1980: Das Lied von Manuel (met Manuel en Chris)

Singles
- 1979: Das Lied von Manuel (als Manuel & Pony)
- 1980: Ich denke viel an Blondie (als Chris & Pony)